# Лангенојфнах
Лангенојфнах (њем. Langenneufnach) општина је у њемачкој савезној држави Баварска. Једно је од 46 општинских средишта округа Аугсбург. Према процјени из 2010. у општини је живјело 1.673 становника. Посједује регионалну шифру (AGS) 9772168.

## Географски и демографски подаци
Лангенојфнах се налази у савезној држави Баварска у округу Аугсбург. Општина се налази на надморској висини од 508–586 метара. Површина општине износи 12,9 km². У самом мјесту је, према процјени из 2010. године, живјело 1.673 становника. Просјечна густина становништва износи 130 становника/km².